# فريتو-لاي
فريتو-لاي (بالإنجليزية: Frito-Lay)‏ هي شركة أمريكية تابعة لشركة بيبسيكو، تصنع وتسوق وتبيع رقائق الذرة ورقائق البطاطس وأطعمة خفيفة أخرى. تشمل العلامات التجارية الرئيسية للوجبات الخفيفة التي يتم إنتاجها تحت اسم فريتو-لاي: رقائق الذرة فريتوس، ورقائق البطاطس الخفيفة بنكهة الجبن تشيتوس، ورقائق التُّرتيّة دوريتوس وتوستيتوس، ورقائق البطاطس ليز ورفلز، ومعجنات رولد غلود، ورقائق البطاطس واكرز (في المملكة المتحدة وأيرلندا). حققت كل علامة تجارية مبيعات سنوية في جميع أنحاء العالم تزيد عن 1 مليار دولار في عام 2009.
بدأت فريتو-لاي في أوائل الثلاثينيات كشركتين منفصلتين، شركة فريتو (The Frito Company) وإتش. دبليو. لاي وشركائه (H.W. Lay & Company)، التي اندمجت في عام 1961 لتشكيل شركة فريتو-لاي. في عام 1965، اندمجت شركة فريتو-لاي. مع شركة بيبسي-كولا، مما أدى إلى تكوين شركة بيبسيكو. منذ ذلك الوقت، عملت فريتو-لاي كشركة فرعية مملوكة بالكامل لشركة بيبسيكو. من خلال فريتو-لاي، تعد بيبسيكو أكبر شركة للأطعمة الخفيفة موزعة عالميًا، حيث شكلت مبيعات منتجاتها في عام 2009 40 بالمائة من جميع «الوجبات الخفيفة اللذيذة» المباعة في الولايات المتحدة، و 30 بالمائة من السوق خارج الولايات المتحدة. في عام 2018، استحوذت شركة فريتو-لاي أمريكا الشمالية على 25 بالمائة من مبيعات بيبسيكو السنوية.

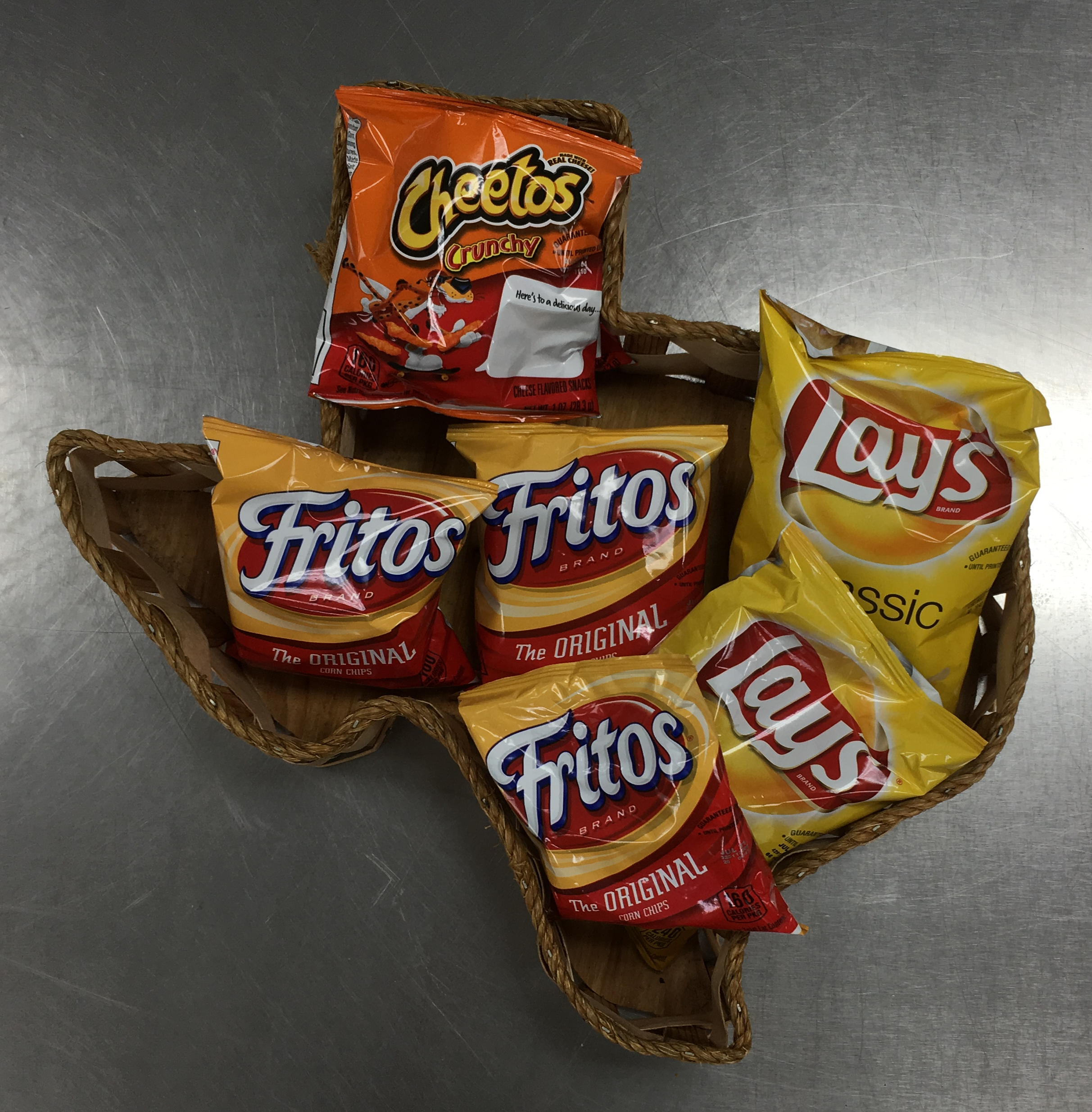
يقع مقر شركة فريتو لاي في ولاية تكساس

## عمليات
اعتبارًا من عام 2010، تدير شركة فريتو-لاي مصانع إنتاج ومراكز توزيع ومكاتب إقليمية في أكثر من 40 دولة، ويقع مقر فريتو-لاي أمريكا الشمالية الرئيسي في بلانو، تكساس. داخل أمريكا الشمالية، تمتلك شركة فريتو-لاي (وفي بعض الحالات عقود إيجار) ما يقرب من 1830 مركز توزيع ومستودعات ومكاتب. يمتلك القسم أيضًا 55 مصنعًا للإنتاج. الرئيس التنفيذي للشركة هو ستيفن ويليامز.

### أمريكا الشمالية

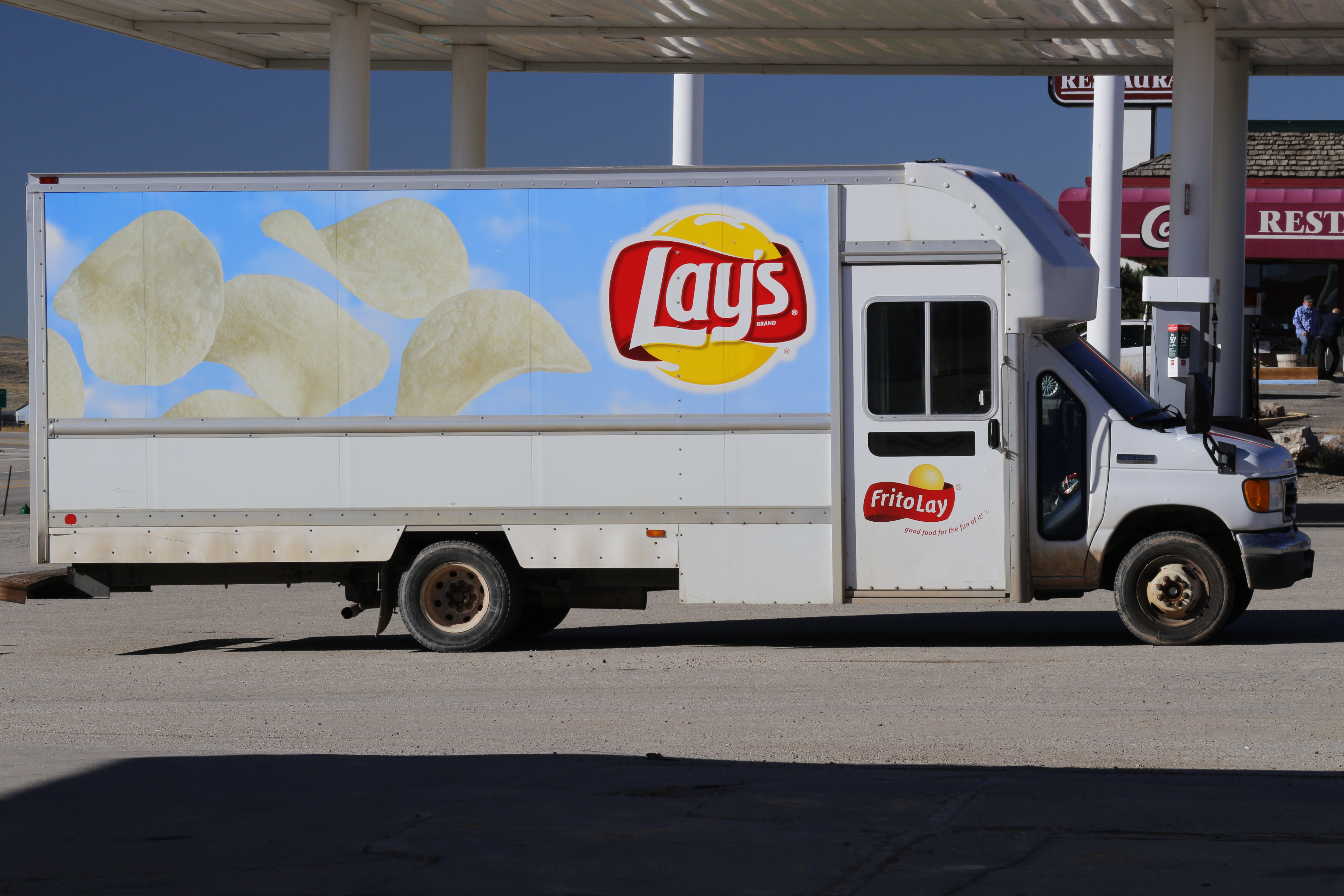
شاحنة فورد إي-350 تحمل علامة ليز في رولينز، وايومنغ

تتكون شركة بيبسيكو الأمريكتان للأغذية من عمليات الأطعمة والوجبات الخفيفة لشركة بيبسيكو في أمريكا الشمالية والجنوبية. ينقسم قسم التشغيل هذا إلى فريتو-لاي أمريكا الشمالية، سابريتاز وجاميسا، وأمريكا اللاتينية للأغذية. تحتوي أيضًا على كواكر للأغذية أمريكا الشمالية، على الرغم من عدم بيع منتجات فريتو-لاي أو توزيعها ضمن وحدة الأعمال تلك. شكلت مبيعات الأطعمة والوجبات الخفيفة في أمريكا الشمالية والجنوبية مجتمعة 48 بالمائة من صافي إيرادات شركة بيبسيكو اعتبارًا من عام 2009.
فريتو لاي أمريكا الشمالية هو القسم الذي يتحكم في أبحاث وتطوير منتجات فريتو-لاي ومبيعاتها وتوزيعها داخل الولايات المتحدة وكندا. تشمل علاماتها التجارية الأساسية رقائق البطاطس ليز ورفلز، ورقائق التُّرتيّة دوريتوس، ورقائق التُّرتيّة توستيتوس ورقائق البطاطس المنكهة بالجبن تشيتوس، ورقائق الذرة فريتوس، معجنات رولد غولد، صن تشيبس، وفشار كراكر جاك. تُباع المنتجات التي يصنعها هذا القسم إلى موزعين وتجار تجزئة مستقلين، ويتم نقلها من مصانع تصنيع فريتو-لاي إلى مراكز التوزيع، في المقام الأول في المركبات التي تملكها وتديرها الشركة.

### آسيا والشرق الأوسط وأفريقيا
تمثل منتجات فريتو-لاي المباعة في إطار قسم بيبسيكو آسيا والشرق الأوسط وأفريقيا أصغر نسبة (اعتبارًا من 2010) على أساس الإيرادات. مع ذلك، فإن توزيعها ينمو بسرعة أكبر من أسواق فريتو لاي الأولية. بينما تُباع العلامات التجارية العالمية الرئيسية لفريتو-لاي في بعض أجزاء هذه المناطق، تم إنشاء العديد من منتجات الوجبات الخفيفة لتلائم الذوق المحلي والتفضيلات الثقافية.

## روابط خارجية
- الموقع الرسمي
- شركة سميثز للوجبات الخفيفة (أستراليا)
- ووكرز كريسبس (المملكة المتحدة)